# 피트 도허티
피트 도허티(Pete Doherty, 1979년 3월 12일 ~ )는 잉글랜드의 음악가이다.

## 참여 작품
- 에이미 (2015년 영화)